# Tarsiphantes latithorax
Tarsiphantes latithorax là một loài nhện trong họ Linyphiidae.
Loài này thuộc chi Tarsiphantes. Tarsiphantes latithorax được Embrik Strand miêu tả năm 1905.